# CHEK1
La serina/treonina cinasa Chk1, también denominada CHEK1, es una enzima serina/treonina proteína cinasa no específica (EC 2.7.11.1) codificada en humanos por el gen HGNC CHEK1 .
CHEK1 es una cinasa que fosforila a Cdc25, una importante fosfatasa que regula el ciclo celular, especialmente la entrada en mitosis. Cdc25, cuando está fosforilada en el residuo de serina 216 por la acción de CHEK1, se mantiene unida a una proteína adaptadora en el citoplasma. De este modo, se impide la eliminación del fosfato inhibidor por MPF (factor promotor de maduración/mitosis) activado por Wee1. Consecuentemente, en esta situación la célula ve impedida la entrada en mitosis.